# 泰斯
泰斯（法語：Theys，法語發音：[tɛs]）是法国伊泽尔省的一个市镇，位于该省东部，属于格勒诺布尔区。

## 地名
该地名“Theys”发音为[tɛs]，末尾字母“s”发音，《世界地名译名词典》将其误译作“泰”。

## 地理
泰斯（45°18'1"N, 5°59'49"E）面积35.77 平方千米，位于法国奥弗涅-罗讷-阿尔卑斯大区伊泽尔省，该省份为法国东南部内陆省份，北起顺时针与安省、萨瓦省、上阿尔卑斯省、德龙省、阿尔代什省、卢瓦尔省和罗讷省。
与泰斯接壤的市镇（或旧市镇、城区）包括：贡斯兰、莱萨德雷、于蒂耶尔、克雷昂贝勒多讷、唐桑、上布雷达。
泰斯的时区为UTC+01:00、UTC+02:00（夏令时）。

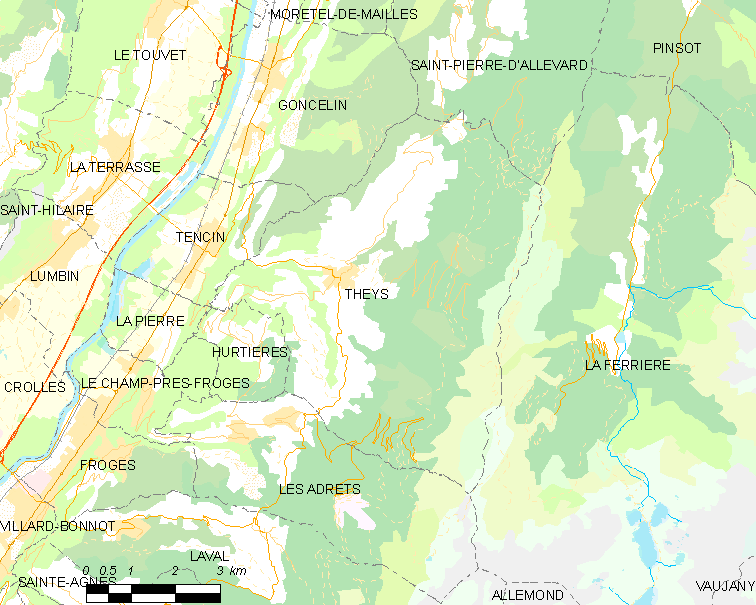
泰斯的OSM定位图

## 行政
泰斯的邮政编码为38570，INSEE市镇编码为38504。

## 政治
泰斯所属的省级选区为上格雷西沃当县。

## 人口

1962-2008年间泰斯人口变化图示

泰斯于2022年1月1日时的人口数量为2014人。